# Bjarkøy
Bjarkøy este o comună din provincia Troms, Norvegia. Centrul administrativ este orașul Bjarkøy.